# Trippel SK 10 (TE 107)
Der Trippel SK 10 (TE 107) als Nachfolger des Trippel SK 10 (TE 106) war das zweite Pkw-Modell der Protek Gesellschaft für Industrieentwicklungen.

## Beschreibung
Bei dem Fahrzeug handelte es sich um einen Kleinwagen. Die selbsttragende Karosserie mit zwei Seitentüren bot Platz für drei Personen. Zur Wahl standen Coupé und Cabriolet. Karosseriebau Böbel aus Laupheim fertigte die Karosserie. Für den Antrieb sorgte ein luft- bzw. gebläsegekühlter Zweizylinder-Viertakt-Boxermotor von Zündapp mit 498 cm³ Hubraum und 18,5 PS Leistung. Der Motor war im Heck montiert und trieb die Hinterachse an. Die Höchstgeschwindigkeit betrug 115 km/h.
Bei einem Radstand von 192 cm und einer Spurbreite von 98 cm war das Fahrzeug 309 cm lang, 138 cm breit und 119 cm hoch. Das Leergewicht war mit 480 kg angegeben, und der Benzinverbrauch mit 3,8 Liter auf 100 km.
Der Verkaufspreis für das Coupé betrug im Februar 1951 3500 DM, im September 1951 3950 DM und im März 1952 4200 DM. Das Cabriolet war erst ab März 1952 erhältlich und kostete 5350 DM. Es entstanden etwa 20 Fahrzeuge.
Der Trippel SK 10 Sport war die Sportausführung.